# Niel (cantor)
Ahn Daniel (hangul: 안다니엘; hanja: 安丹尼尔; nascido em 16 de agosto de 1994), mais conhecido por seu nome artístico Niel (hangul: 니엘), é um cantor, compositor e ator sul-coreano. Ele é popularmente conhecido por ser integrante do grupo masculino Teen Top.

## Carreira
Em 10 de julho de 2010, Niel fez sua estreia como um dos membros do grupo masculino Teen Top com o álbum "Come Into The World" e a faixa-título "Clap".

## Filmografia

### Filmes
| Ano  | Título       | Notas          |
| ---- | ------------ | -------------- |
| 2007 | Eleventh Mom | Versão coreana |

### Séries de televisão
| Ano  | Título                 | Emissora |
| ---- | ---------------------- | -------- |
| 2004 | Children's Chorus      | Mnet     |
| 2005 | 641 Families           | KBS      |
| 2010 | I Am Legend            | SBS      |
| 2012 | Do You Know Taekwondo? | KBS      |
| 2013 | Two Weeks              | MBC      |
| 2014 | Entertain ys           | Mnet     |

 2014 Sweden Laundry

## Discografia

### Colaborações
| Ano  | Título                                    | Artista                  |
| ---- | ----------------------------------------- | ------------------------ |
| 2012 | "The Grasshoper Song"                     | com Sunny Hill           |
| 2013 | "Be my Girl"                              | com Juniel               |
| 2013 | "A Whole new world"                       | com Song Jieun do Secret |
| 2013 | "Friend" (Korea-China FriendShip Concert) | com Lee Junho e Seungho  |
| 2014 | "Friday" (M! Countdown KCON 2014)         | com IU                   |